# Торшин, Матвей Михайлович
Матвей Михайлович Торшин (1875 — ?) — крестьянин, депутат Государственной думы Российской империи I созыва от Воронежской губернии.

## Биография

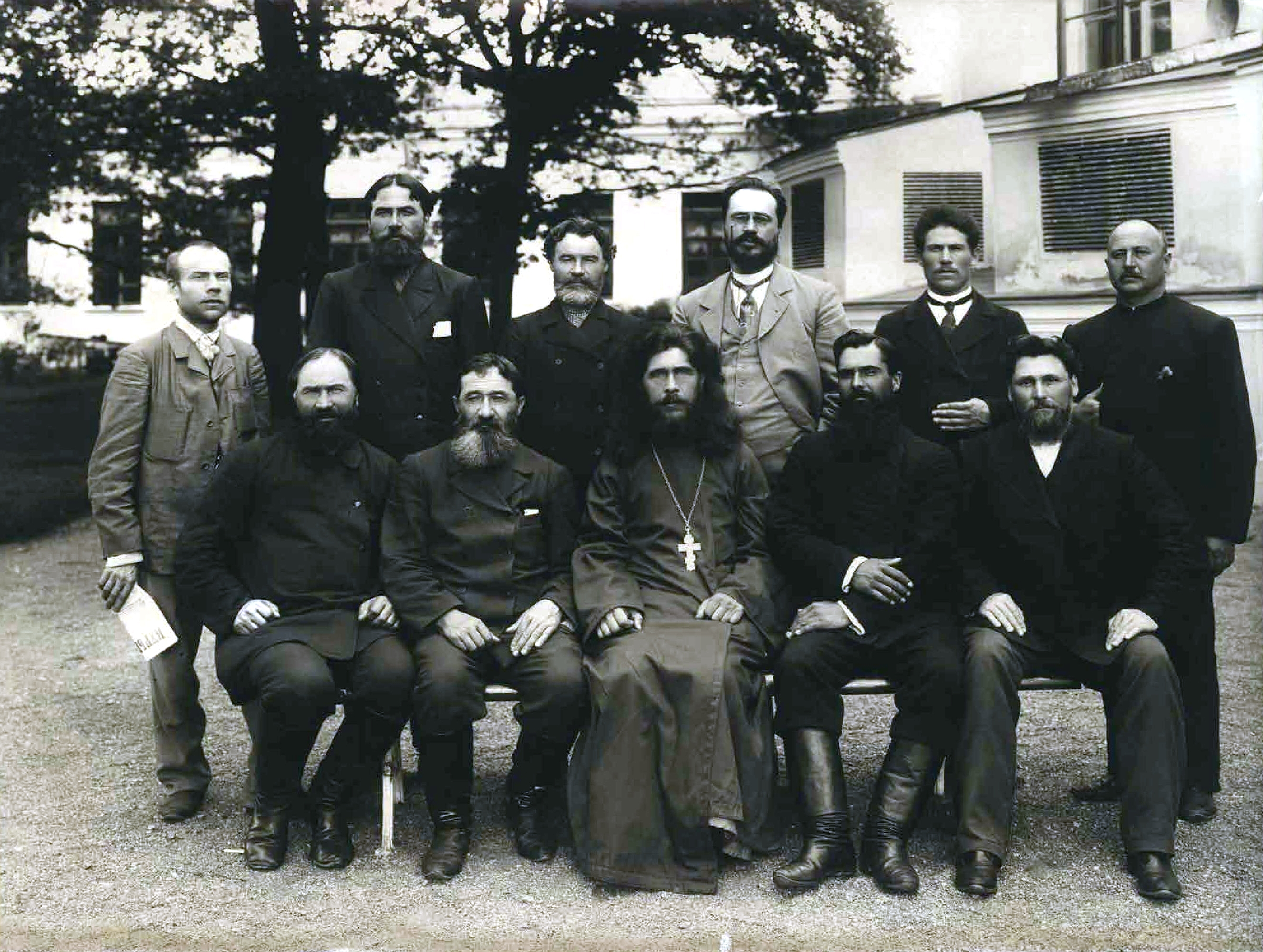
Члены Государственной Думы I созыва от Воронежской губернии. Стоят: Д.Я. Медведев, И.Я. Пушкарский, Е.И. Крамаренко, А.Г. Хрущов, М.М. Торшин, Ф.М. Зиновьев; сидят: Н.Д. Савельев,Ф.А. Кругликов, А.В. Поярков, П.С. Борисов, Я.А. Осадчий

Крестьянин слободы Падовская Грязновской волости Задонского уезда Воронежской губернии. Получил начальное образование. Волостной писарь Грязновской волости. Внепартийный. Владел землёй, надел имел маленький, 1 десятину на члена семьи.
16 апреля 1906 избран в Государственную думу Российской империи I созыва от общего состава выборщиков Воронежского губернского избирательного собрания. Беспартийный. После роспуска Государственной Думы был взят под стражу в Задонске и обвинён в распространении Выборгского воззвания.
Дальнейшая судьба и дата смерти неизвестны.

### Рекомендованные источники
- Российский государственный исторический архив. Фонд 1278. Опись 1 (1-й созыв). Дело 22. Лист 28.